# Il Sedecia, re di Gerusalemme
Es un Oratorio de Alessandro Scarlatti, escrito para solistas (SSATB) coro y orquesta, y estrenado en Roma o Urbino en 1705 con libretto de Filippo Ortensio Fabbri.

## Sedecia, rè di Gerusalemme
Oratorio per soli, coro e orchestra
| Sedecia, rè di Gerusalemme     | alto    |
| Anna, sua consorte             | soprano |
| Ismaele, suo figlio            | soprano |
| Nabucco, rè di Babilonia       | basso   |
| Nadabbe, confidente di Sedecia | tenore  |

### Parte Prima
- Sinfonia
- Recitativo (Nadabbe) - "Gia il possente monarca"
- Aria (Nadabbe) - "Le corone ad un regnante"
- Recitativo (Sedecia) - "O qual strano timore"
- Aria (Sedecia) - "Sì, che il barbaro tiranno"
- Recitativo (Nadabbe, Sedecia, Ismaele) - "Tanto sperar d'eggio per te"
- Aria (Ismaele) - "Del mio cor nel più segreto"
- Recitativo (Anna) - "Valoroso consorte"
- Aria (Anna) - "Se il generoso cor"
- Recitativo (Sedecia, Anna) - "Nei cimenti l'uom saggio"
- Aria (Sedecia) - "L'empia sorte"
- Sinfonia
- Recitativo (Nabucco) - "Del signor d'Israele"
- Aria (Nabucco) - "Contro te di sdegno armato"
- Recitativo (Nadabbe, Ismaele) - "Sire, del fier nemico"
- Aria (Ismaele) - "Il nitrito dei fieri cavalli"
- Recitativo (Sedecia) - "Figlio, oh quanto m'aggrada"
- Aria (Nadabbe) - "Vado, e il nome altero e grande"
- Recitativo (Anna) - "Arrida, o chiaro Duce"
- Aria (Anna) - "Va, ma torna vincitore"
- Recitativo (Nabucco) - "Sù, sù, miei fidi, all'armi"
- Aria (Nabucco) - "In mezzo ai rai del dì"
- Recitativo (Anna, Ismaele) - "Mio diletto Ismaele"
- Dueto (Anna, Ismaele) - "Caro figlio / Madre cara"
- Recitativo (Anna, Ismaele) - "Ahimè, lassa che veggio?"
- Aria (Anna) - "Fermati, o barbaro"

### Parte Seconda
- Aria (Anna) - "Denso stuol dei miei pensieri"
- Recitativo (Anna, Isamele) - "Ma qual nuovo fragore"
- Aria (Ismaele) - "Doppio affetto"
- Recitativo (Sedecia) - "Figlio, consorte"
- Aria (Sedecia) - "Copri, o sol, l'aurato manto"
- Recitativo (Anna) - "Tolga, benigno fato"
- Aria (Anna) - "Nelle tue cure estreme"
- Recitativo (Sedecia) - "Ah, troppo è i Ciel da nostre colpe offeso"
- Aria (Sedecia) - "Per punire il mio pubblico errore"
- Recitativo (Sedecia, Anna) - "Ma, Nadabbe, dov'è"
- Aria (Anna) - "Come la tua costanza"
- Recitativo (Nabucco) - "Ferma, ferma, infelice rè"
- Aria (Nabucco) - "Va, d'Eggito ai regi indegni"
- Recitativo (Nabucco) - "Anzi, perché non soffra"
- Aria (Anna) - "Fermati, o barbaro"
- Recitativo (Nabucco, Ismaele, Anna) - "O di tenera prole"
- Aria (Ismaele) - "Caldo sangue"
- Recitativo (Anna) - "Oh Dio, sento che morte"
- Dueto (Anna, Sedecia) - "Col tuo velo i lumi miei"
- Recitativo (Anna) - "O del morto mio figlio ombra insepolta"
- Recitativo (Nadabbe, Sedecia) - "O di forte fanciullo"
- Aria (Nadabbe) - "Come turbine rapace"
- Recitativo (Nabucco) - "Sedecia per pietà di tue sconfitte"
- Aria (Sedecia) - "Gite pur, che assai vedeste"
- Recitativo (Nabucco) - "Vieni, o infelice rè"
- Aria (Nadabbe) - "Io v'adoro, o mie ritorte"
- Recitativo (Sedecia) - "Ma lasso, io ben comprendo"
- Recitativo (Nabucco) - "Orsù fidi campioni"
- Coro (SSATB) - "Vieni, incontro alla vittoria"

Alessandro Scarlatti

## Grabaciones
- Alessandro Scarlatti: Sedecia, re di Gerusalemme. Coro e Orchestra del Liceo "Morlacchi" di Perugia, Piero Bellugi. DISCOTECA DI STATO DDS (grabación de 1962)
- Alessandro Scarlatti: Sedecia, rè di Gerusalemme. Alessandro Stradella Consort, Estevan Velardi. BONGIOVANNI GB 2278/9-2
- Alessandro Scarlatti: Sedecia, rè di Gerusalemme. Il Seminario Musicale, Gérard Lesne. VIRGIN VERITAS 7243 5 45452 2 1
- Aria di Ismaele "Caldo Sangue". Recitativo ed aria di Ismaele "Ahi qual cordoglio... Doppio affetto". "Opera Proibita" Cecilia Bartoli, Les Musiciens du Louvre-Grenoble, Marc Minkowski DECCA 00289 475 6924 / DECCA 00289 475 7029
- Aria di Ismaele "Caldo Sangue". "Rosso. Italian Baroque Arias" Patricia Petibon, Venice Baroque Orchestra, Andrea Marcon DEUTSCHE GRAMMOPHON 0289 477 8763 1 GH

- Datos: Q5913835